# 川西康之
川西 康之（かわにし やすゆき、1976年1月10日 – ）は、日本の建築家・デザイナーである。

## 略歴
1976年（昭和51年）奈良県磯城郡川西町生まれ。10代のころ水戸岡鋭治（ドーンデザイン研究所）のパース画に魅了される。
出身地の町名が名前と同じ川西となっているが、川西の名前は出身地から採った芸名やペンネームではなく本名であり、これは偶然の一致である。
1999年千葉大学工学部建築学科を卒業後、2001年に同大学大学院自然科学研究科デザイン科学（建築系）博士前期課程を修了し、デンマーク王立芸術アカデミー建築学科招待学生となり修了。その後オランダ・アムステルダムの建築設計事務所（DRFTWD office Amsterdam）で働き始め、その傍ら、2002年12月に栗田祥弘とともに同地で建築家チームnextstationsを設立する。その後「日本の鉄道デザインを改革したい」との思いから、2005年から文化庁新進芸術家派遣制度によりフランス国鉄（SNCF）交通拠点整備研究所（AREP）に入所。LGV東ヨーロッパ線開業に伴うランス周辺の整備計画を担当するチームに配属される。
帰国後、2007年から株式会社栗生総合計画事務所、2010年から株式会社エナジーラボで勤務。
2014年（平成26年）11月7日付で、自らが代表取締役を務める株式会社イチバンセンを設立した。

### イチバンセンの事業・理念について
同社は「課題整理+建築設計+事業運営+情報発信をトータルにデザインする企業」「とくに、公共交通・医療・福祉・生活・地域の未来を創」る、と自身を位置付けており、設計・デザインのみならず、企画段階から完成後の運営計画までを、事業主・そのスタッフ・地域住民とともに考えながら一体的・総合的にデザインする事業を行っている。
社名は、鉄道の駅舎があるプラットホーム（1番線）を意味する。命名の理由は、そこが「人々の交流と物資の移動の中心部」であったこと、かつて（特に荷物・郵便や電報を扱っていたことを念頭に）「とにかく街のあらゆる機能が、駅舎がある1番線に凝縮されていた」こと、である。

## 主な作品
nextstationsおよびイチバンセンとしての作品も含む。
- 肥薩おれんじ鉄道トータルデザイン（2003 - 2004年）[9]
  - オランダ勤務時代に「個人的な仕事[5]」として手がけた。
  - もともとはロゴマークのみの一般公募であり、およそ900点の中から川西の作品が選ばれた。
  - ロゴマーク採用後、川西自身の申し出で各種サイン計画などを担当した。
- 土佐くろしお鉄道中村駅リノベーション（2010年）[10]
  - nextstationsとしての作品[3]。
- 医療法人爽美会藤田歯科医院（埼玉県越谷市、2012年）
- 指宿枕崎線枕崎駅駅舎（鹿児島県枕崎市、2013年）[11]
- えちごトキめき鉄道におけるトータルデザイン
  - 初代社長である嶋津忠裕は、肥薩おれんじ鉄道の初代社長でもあり、これが川西がデザインを担当するきっかけとなった。
  - 普通列車（ET127系電車・ET122形気動車）（2015年）[12]
    - 外装デザインと内装の監修を実施。

  - えちごトキめきリゾート雪月花（ET122形1000番台）（2016年）[13]
    - 川西が初めて、基本設計も含めた鉄道車両のデザインを行った作品である。

  - このほか、同社の各種サイン類も手掛けた。
- 清和幼稚園（高知県高知市、2018年）[14]
- みちのりホールディングス傘下事業者
  - 「みちのり高速バス（MEX）」[15][16]
    - 茨城交通・福島交通・会津バス・岩手県北バスなど傘下各社の高速バス用車両の共通塗装。

  - 関東自動車バス（2019年）[17]
    - 前年の東野交通との合併後の路線バスおよび貸切バスに採用[17][18]。
- アイエムタクシー「ラウンジ」（新潟県上越市上越妙高駅前タクシー待合所、2020年）[19]
- 旭タンカー内航電気推進タンカー船あさひ（2021年）[20][21]
- 社会福祉法人婦人の園インマヌエル デザインハウス・カフェパズル（静岡県小山町、2021年）
- 西日本旅客鉄道
  - 観光型高速船「シースピカ」（2020年）瀬戸内海汽船・鉄道建設・運輸施設整備支援機構との共同プロジェクト[22]
  - 西日本旅客鉄道117系「WEST EXPRESS 銀河[23]」（2020年）[24][25][26]。
  - 273系特急「やくも」（2024年）ロゴ・車両の内外装全般、米子駅・出雲市駅やくもラウンジ、駅名標の設計も担当[27][28]
  - キハ189系「はなあかり」(2024年)[29]
- 神戸電鉄
  - 神戸電鉄有馬線花山駅・大池駅駅舎・駅前広場（神戸市北区、2023年）
- 近畿日本鉄道
  - 近畿日本鉄道橿原線結崎駅駅舎・駅前広場（奈良県川西町、2022年）[30]
    - 川西の出身地である奈良県磯城郡川西町でのプロジェクトであった[4]。

  - 近鉄8A系・1A系・1B系・6A系電車 イチバンセンは主に内装を担当[31]。
- 京成電鉄バスホールディングス
  - 京成電鉄バスホールディングスのCIマーク及び傘下の京成バス東京・京成バス千葉イースト・京成バス千葉セントラル・京成バス千葉ウエストの車両デザインを担当[32][33]（2025年）。

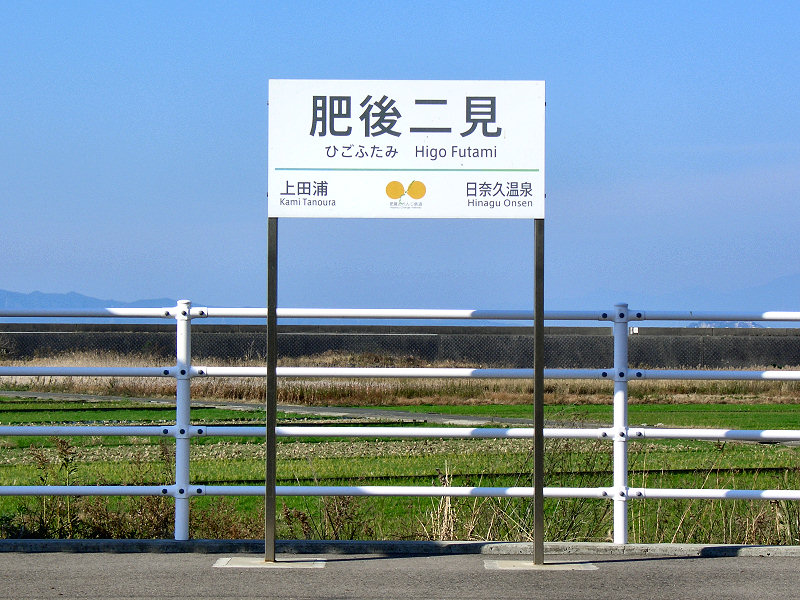
肥薩おれんじ鉄道（肥後二見駅駅名標）
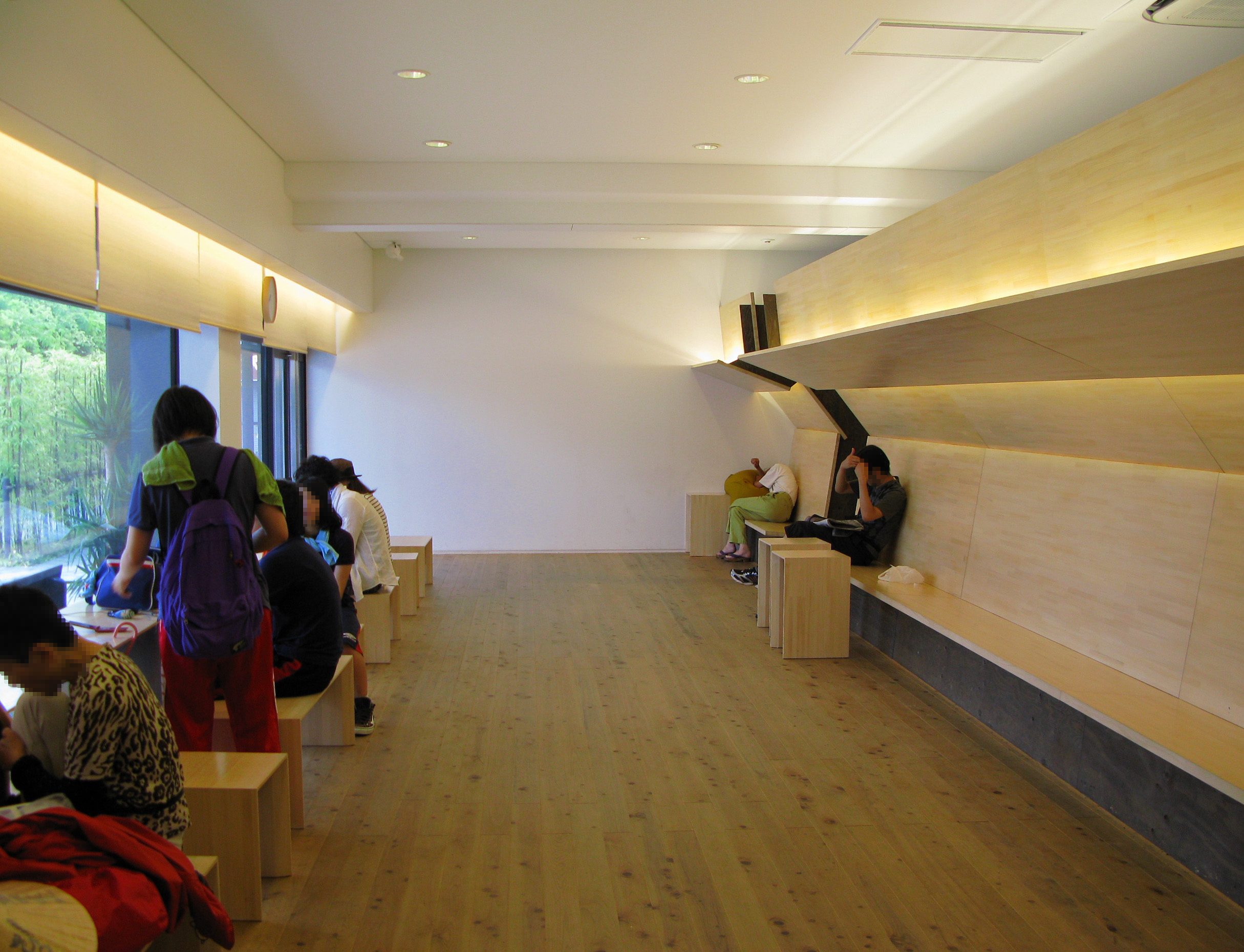
土佐くろしお鉄道中村駅待合室
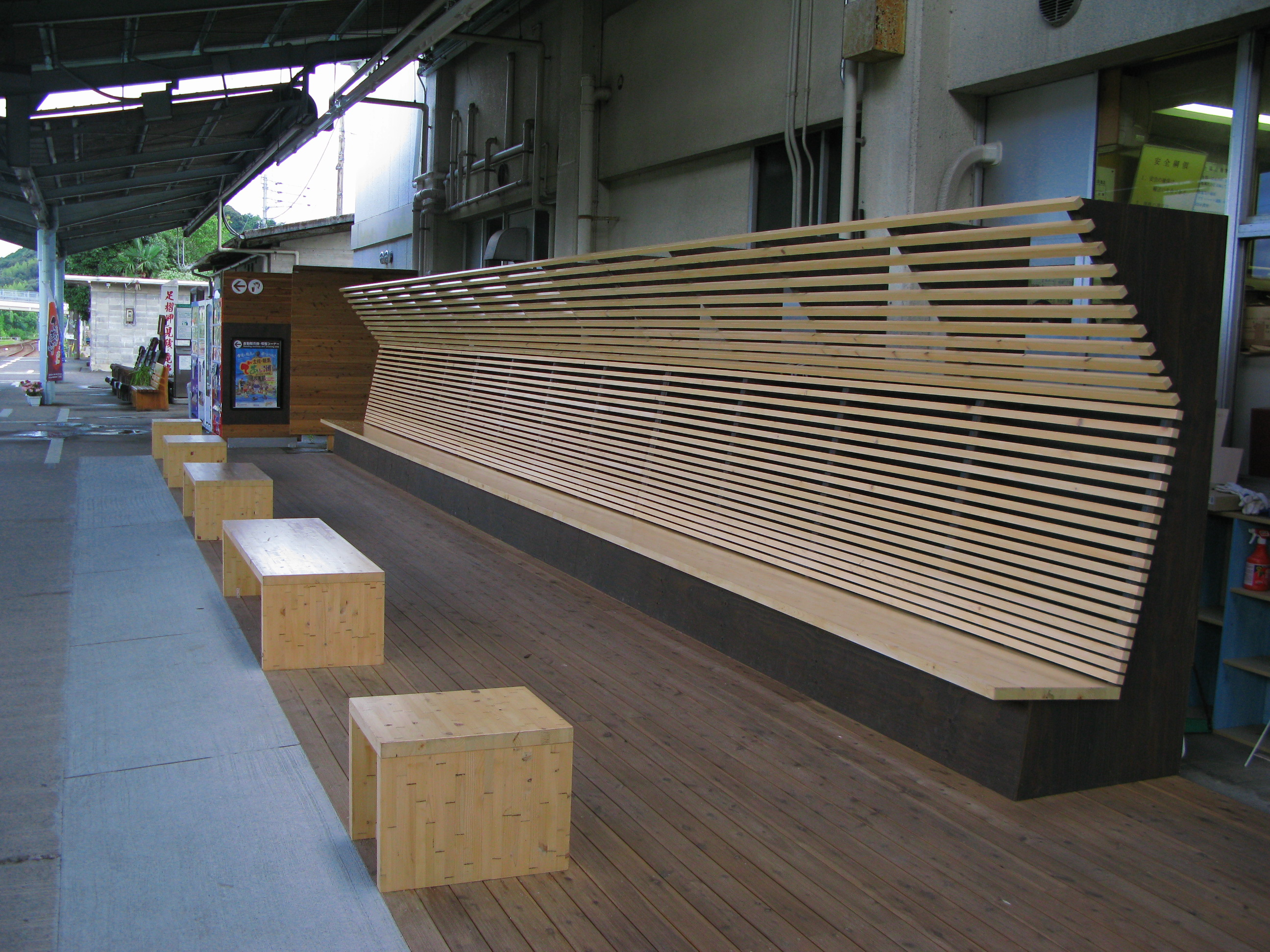
土佐くろしお鉄道中村駅ホーム
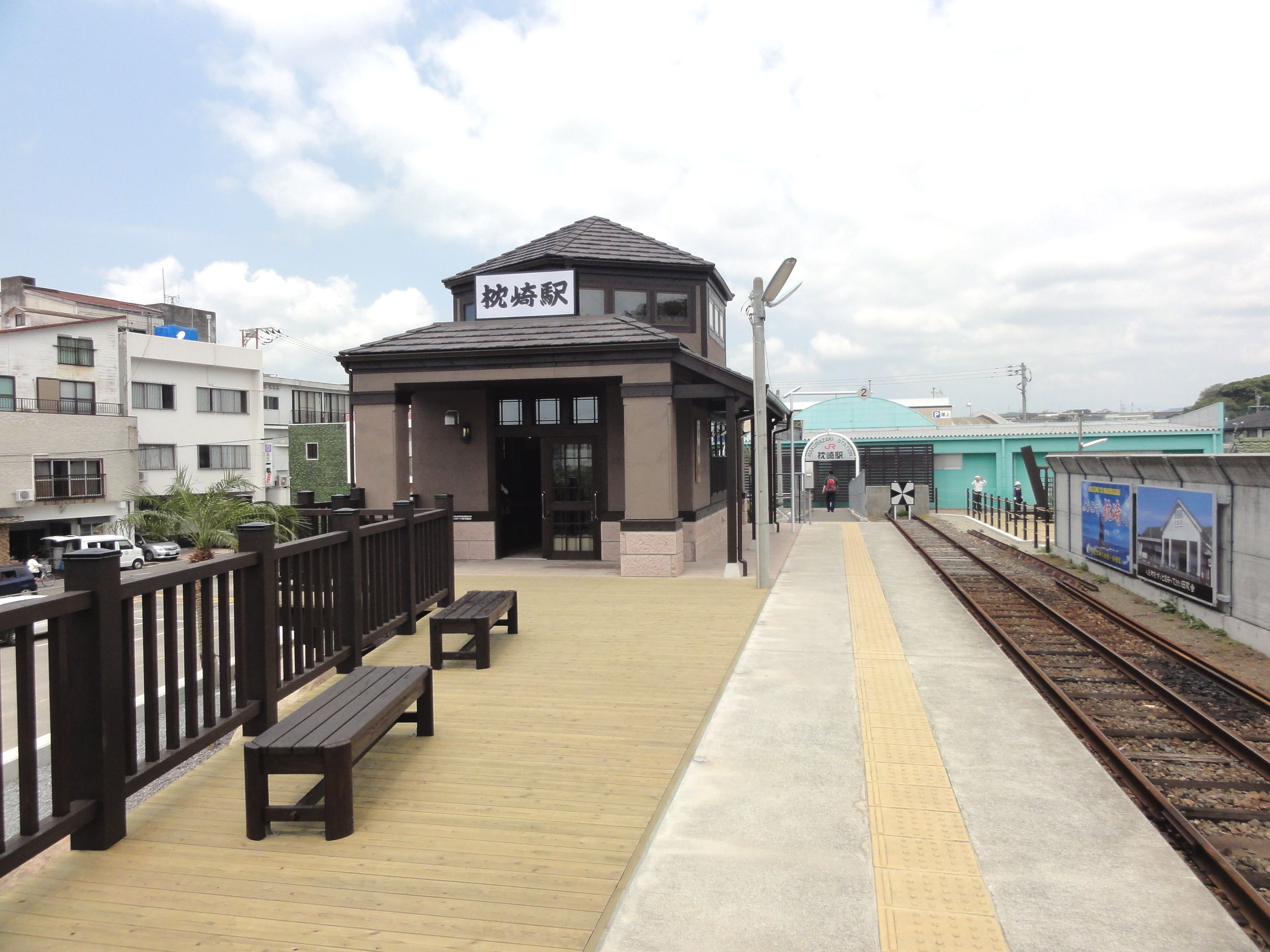
枕崎駅駅舎
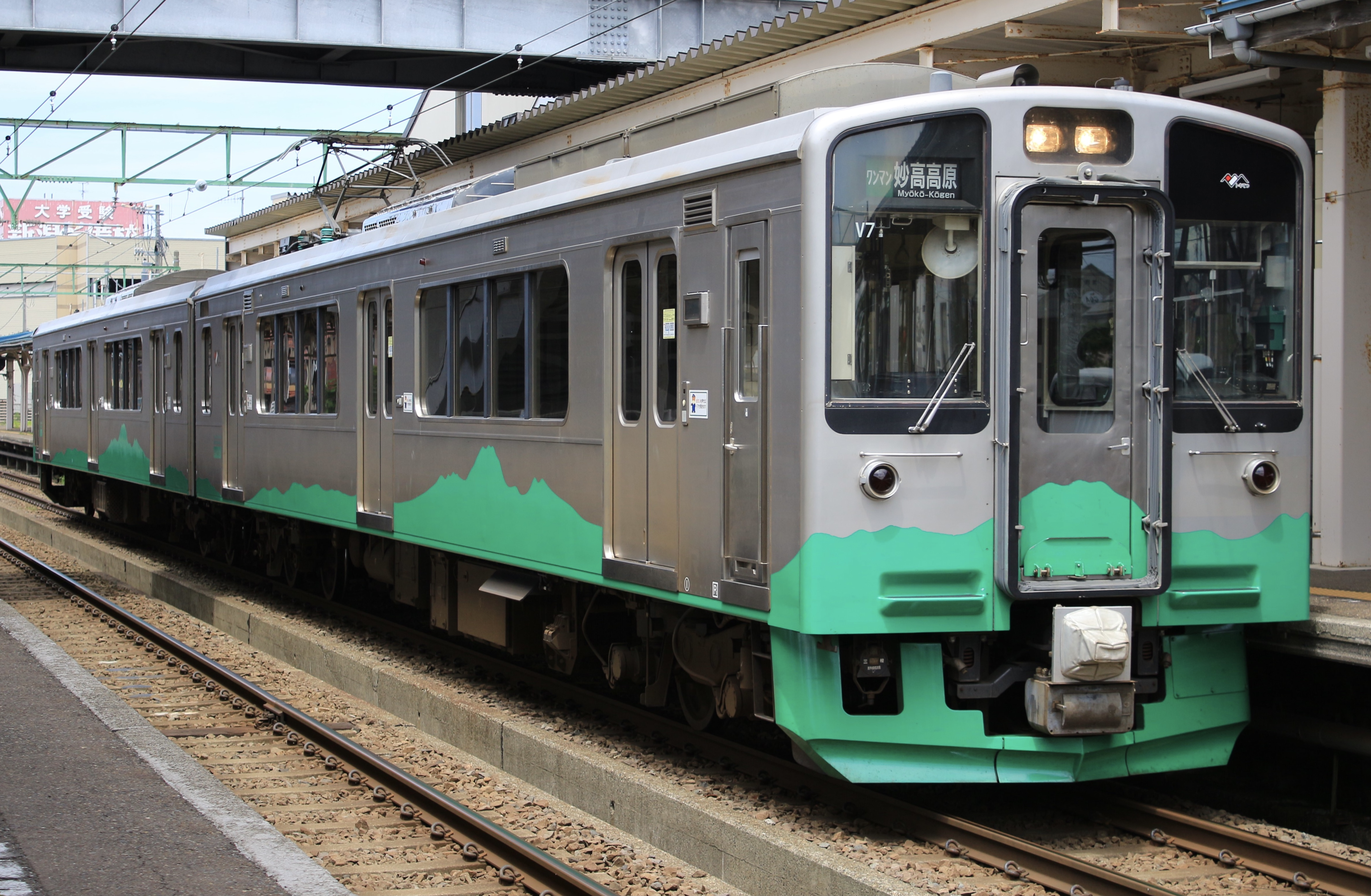
えちごトキめき鉄道ET127系電車
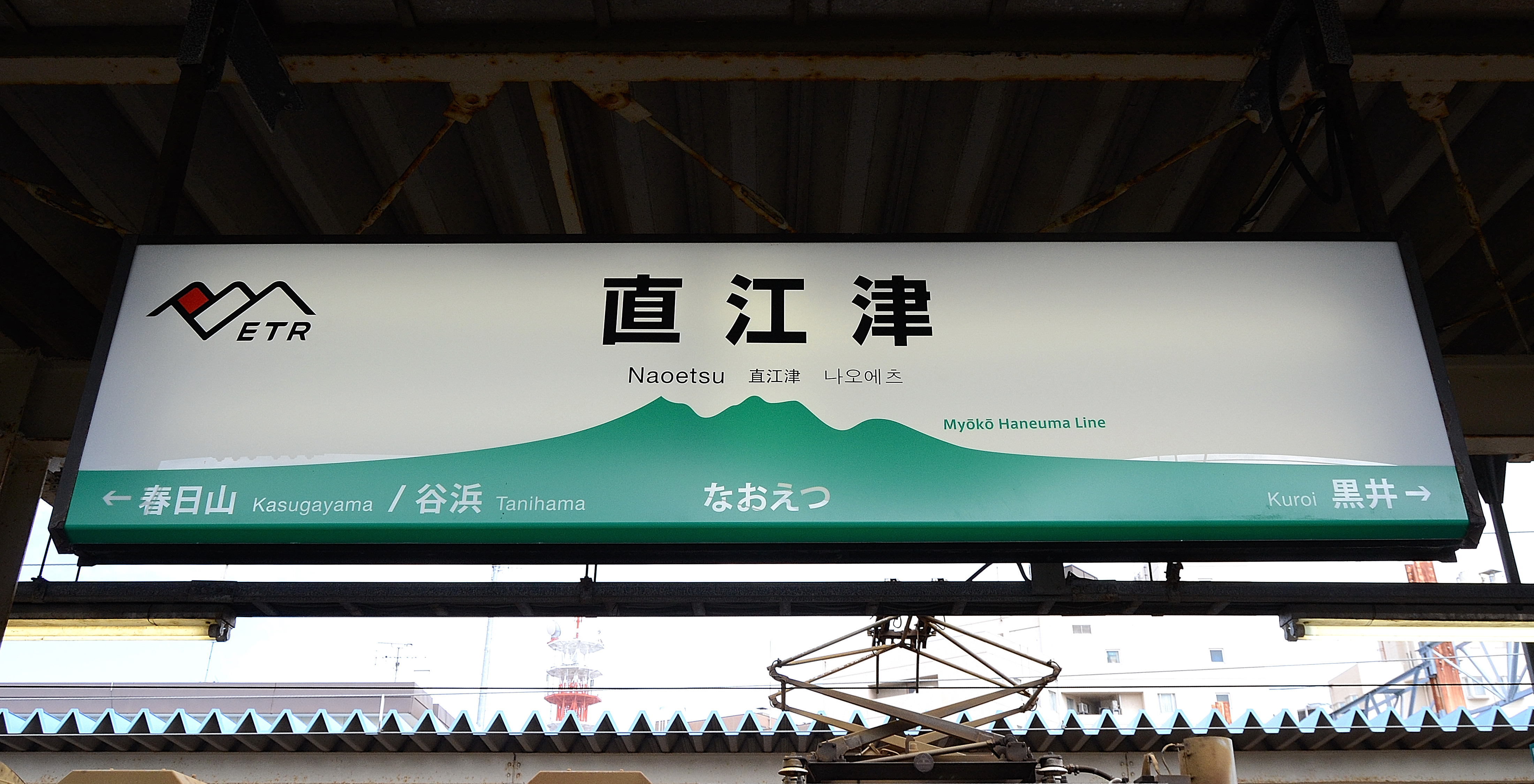
えちごトキめき鉄道駅名標（妙高はねうまライン用　直江津駅）
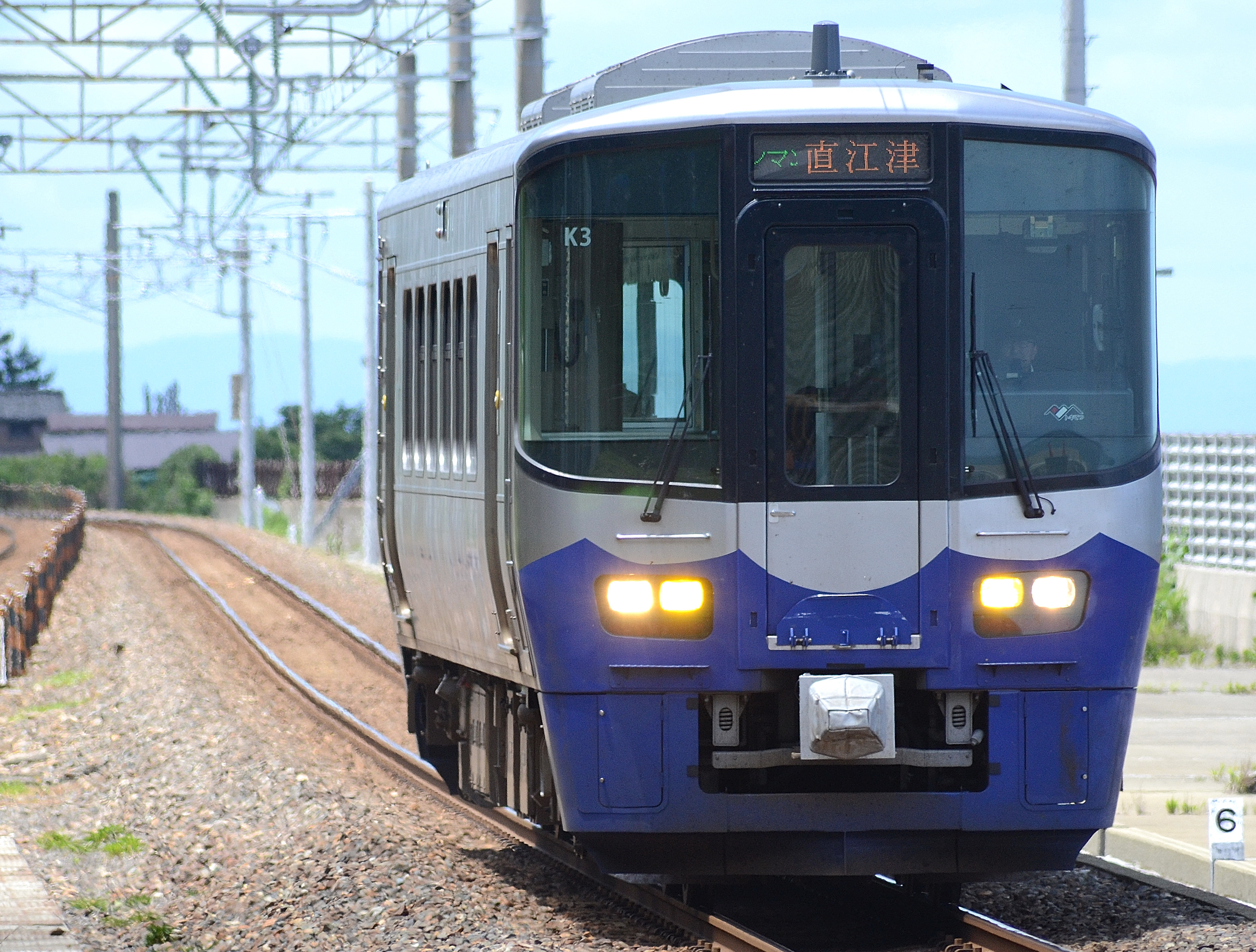
えちごトキめき鉄道ET122形気動車
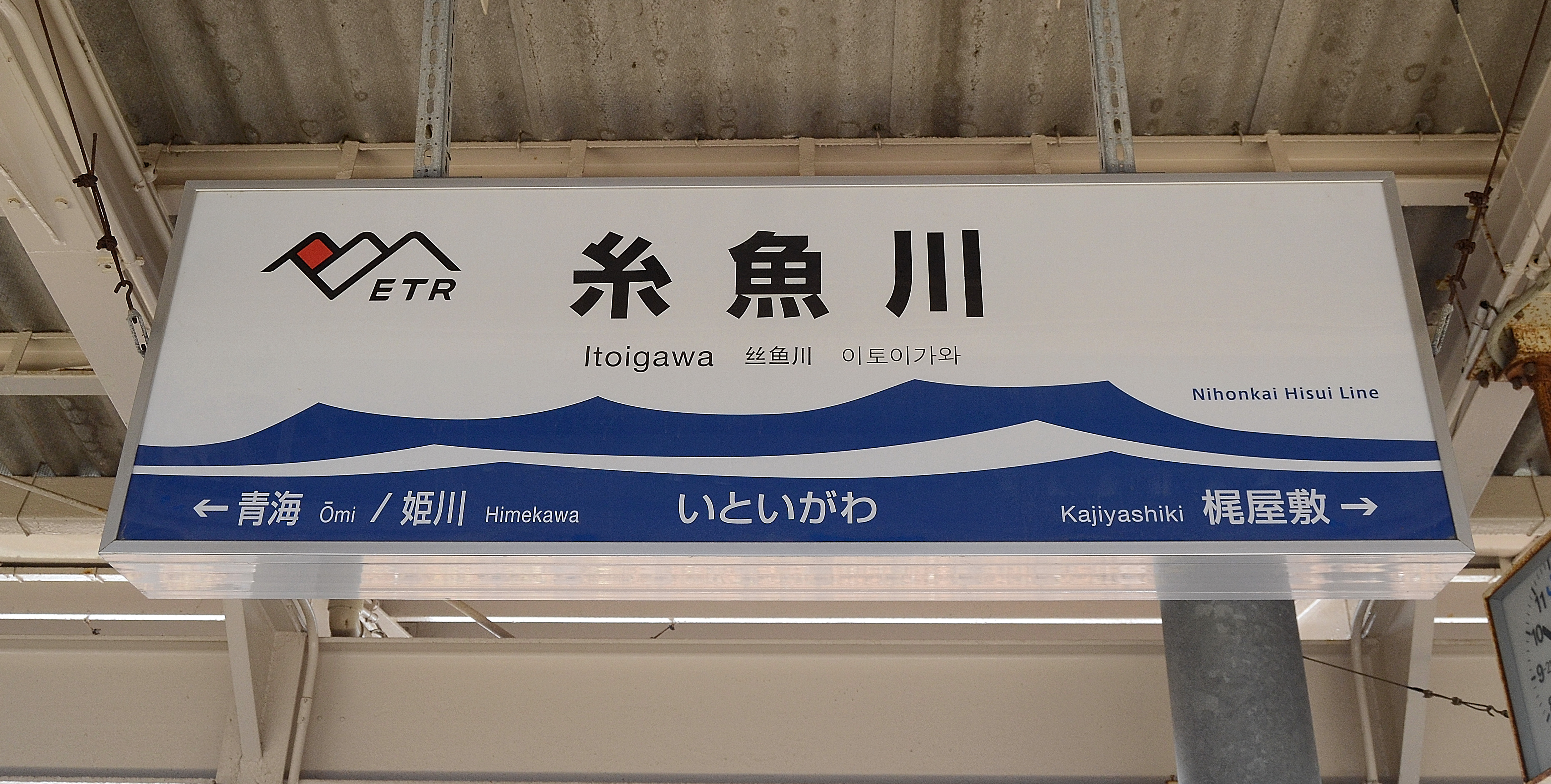
えちごトキめき鉄道駅名標（日本海ひすいライン用　糸魚川駅）
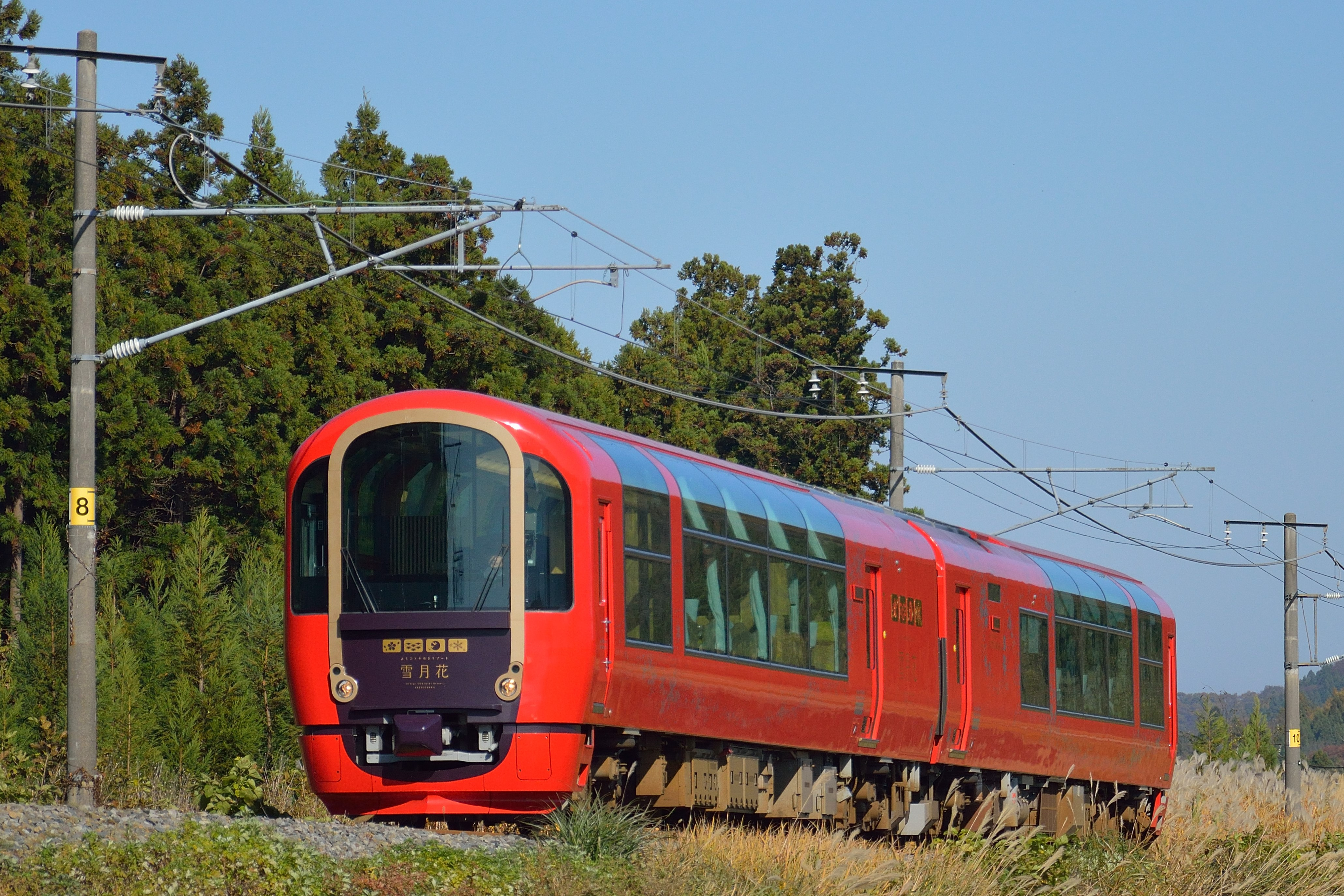
えちごトキめきリゾート雪月花
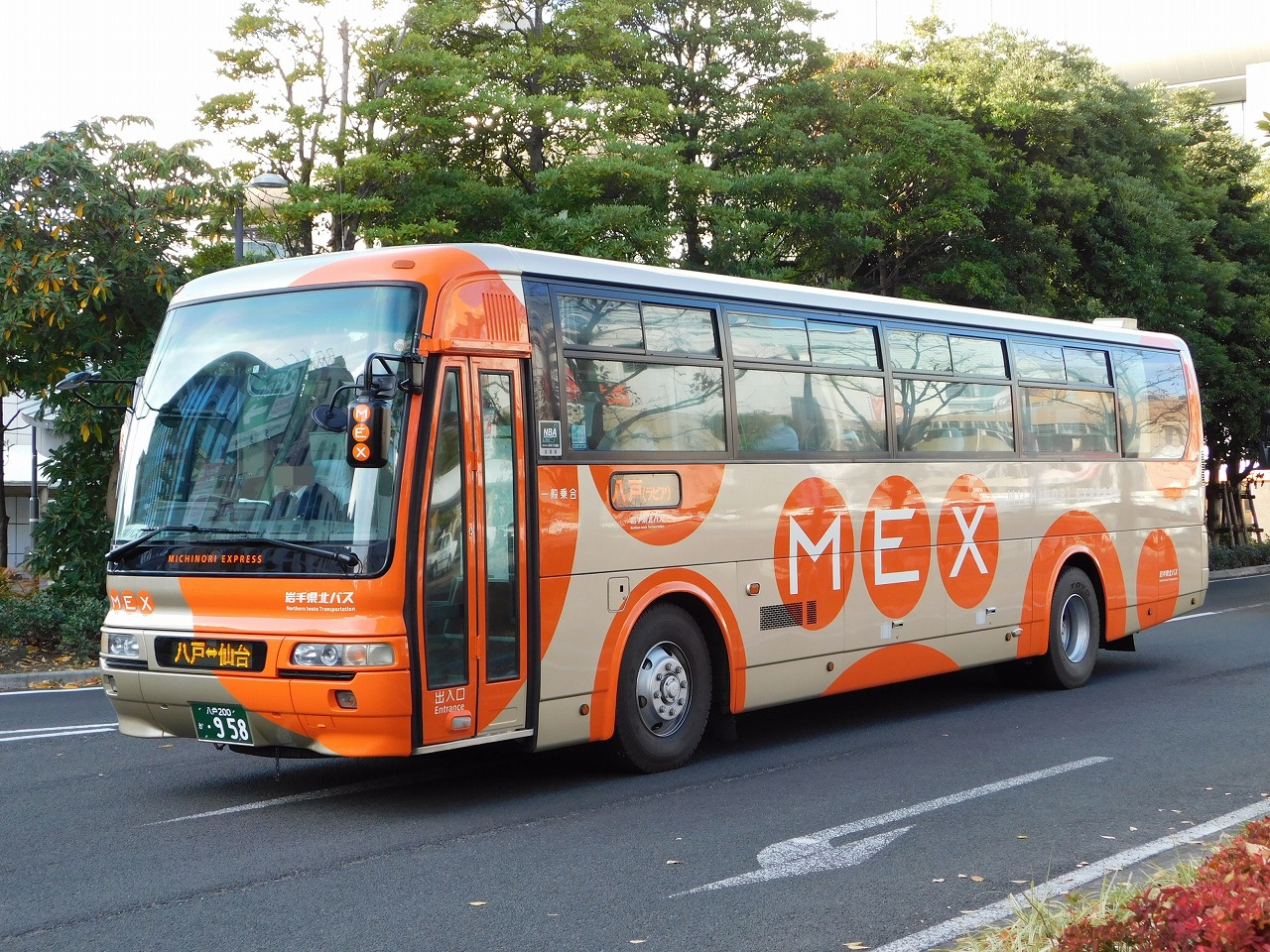
みちのり高速バス塗装の岩手県北自動車南部支社（南部バス）車両。
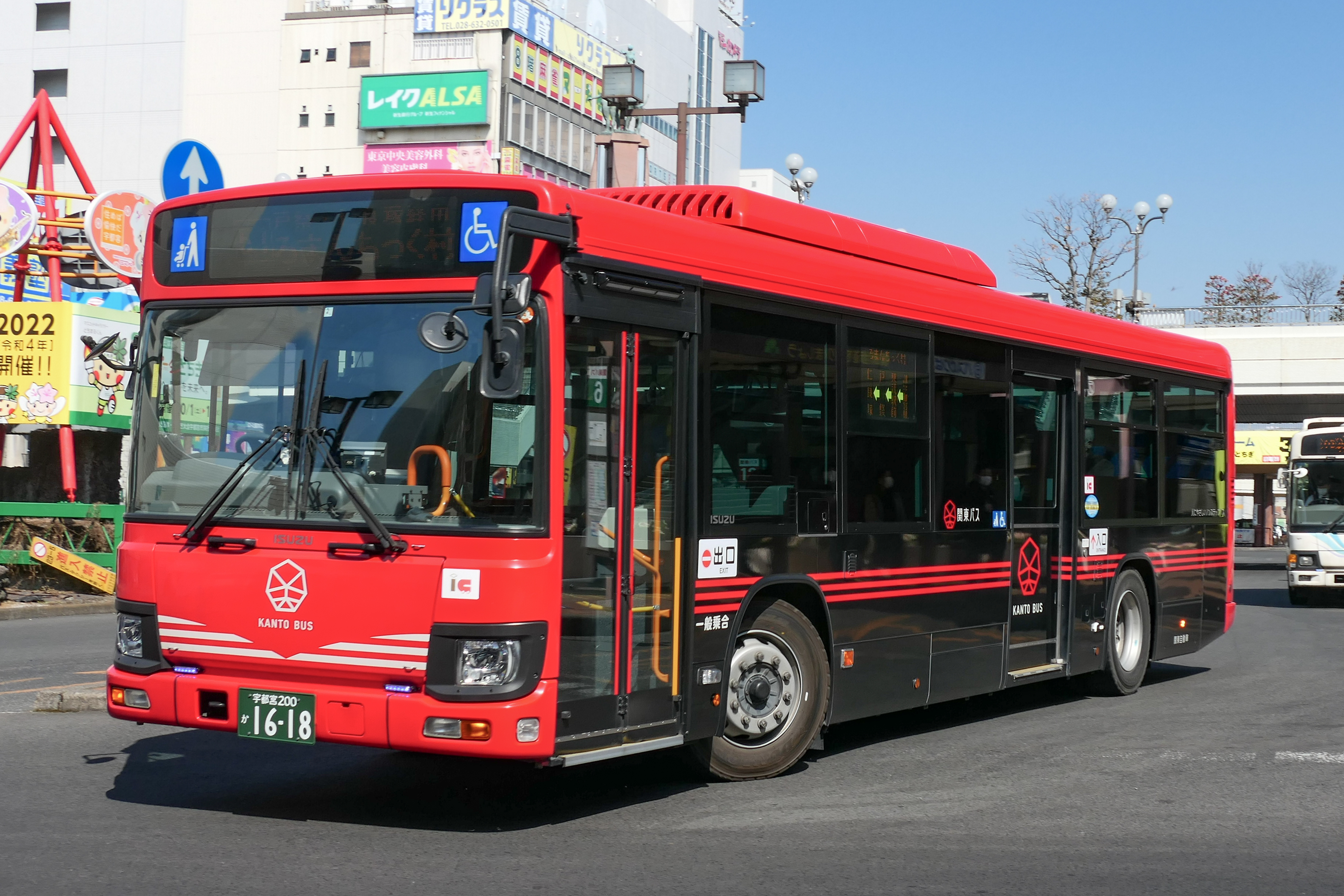
関東自動車（路線車）
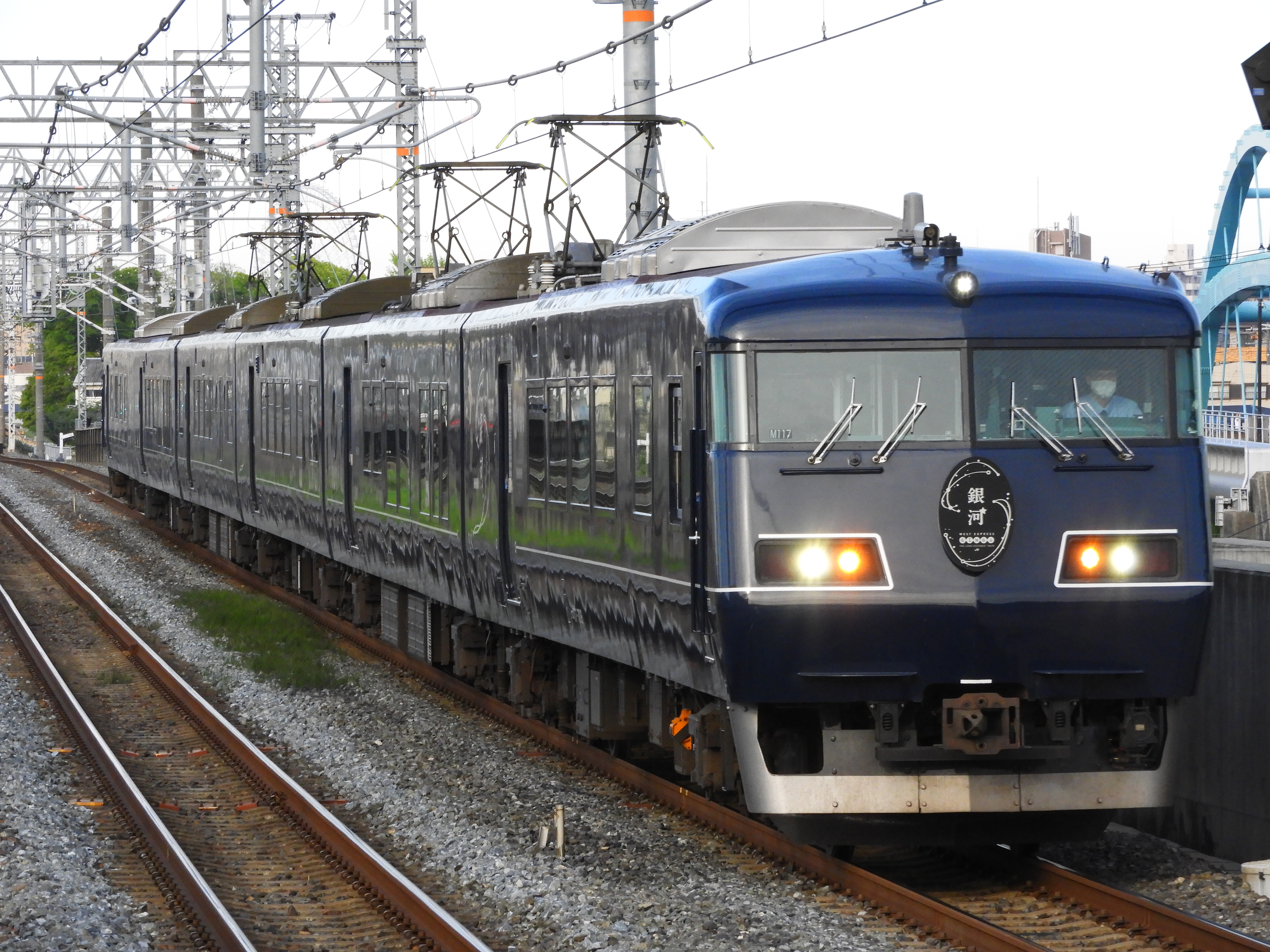
JR西日本117系電車「WEST EXPRESS 銀河」
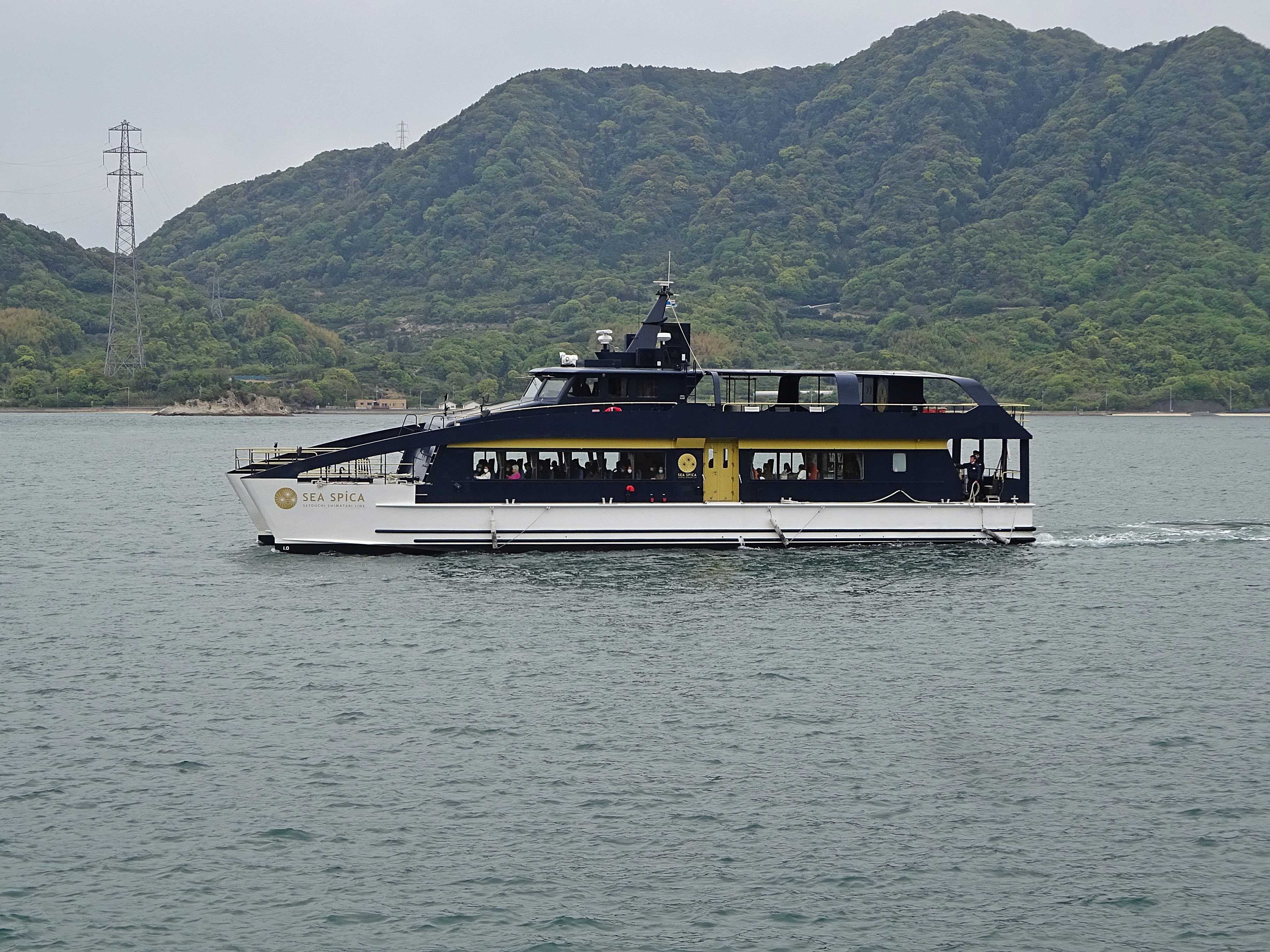
瀬戸内海汽船「シースピカ」
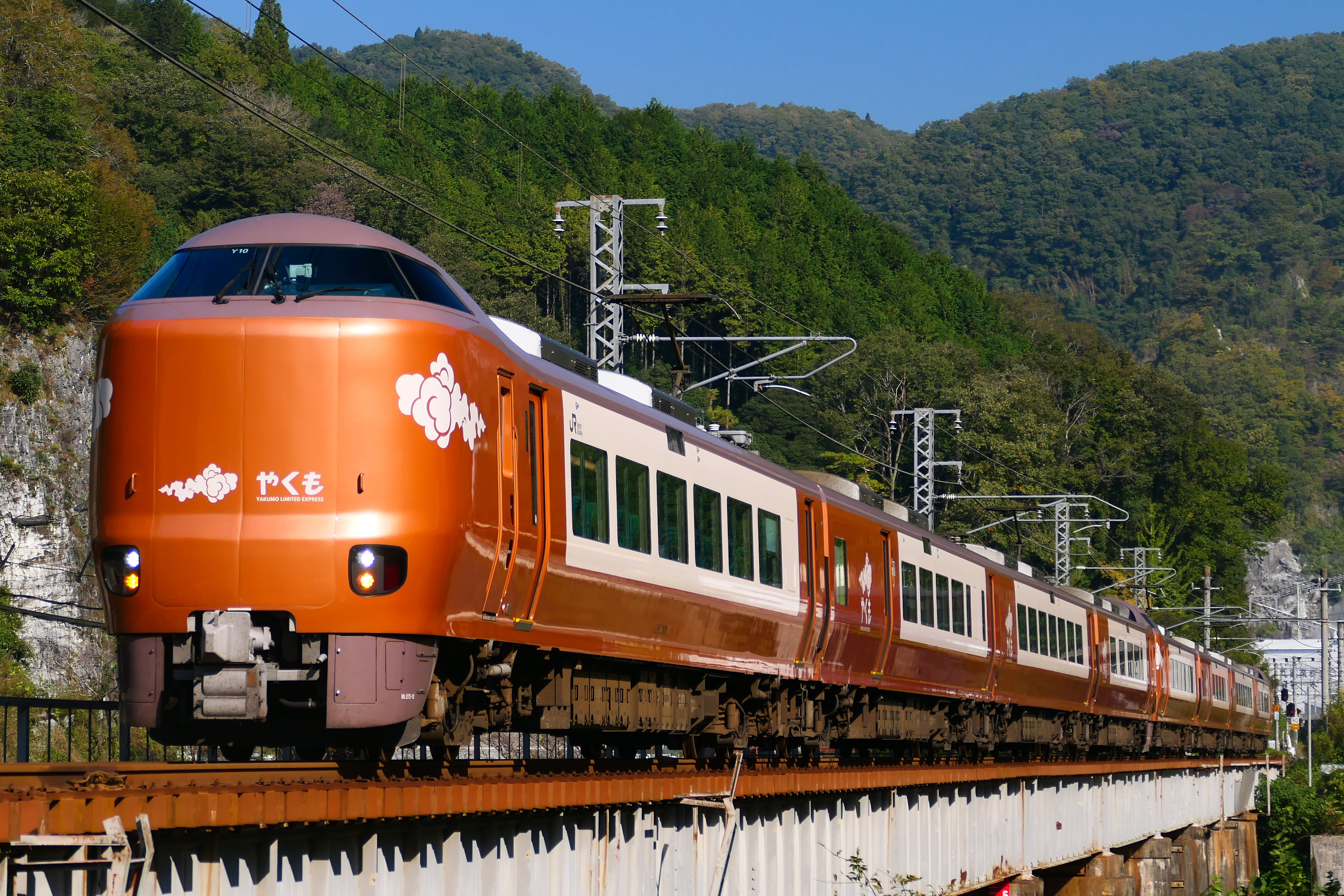
JR西日本273系電車
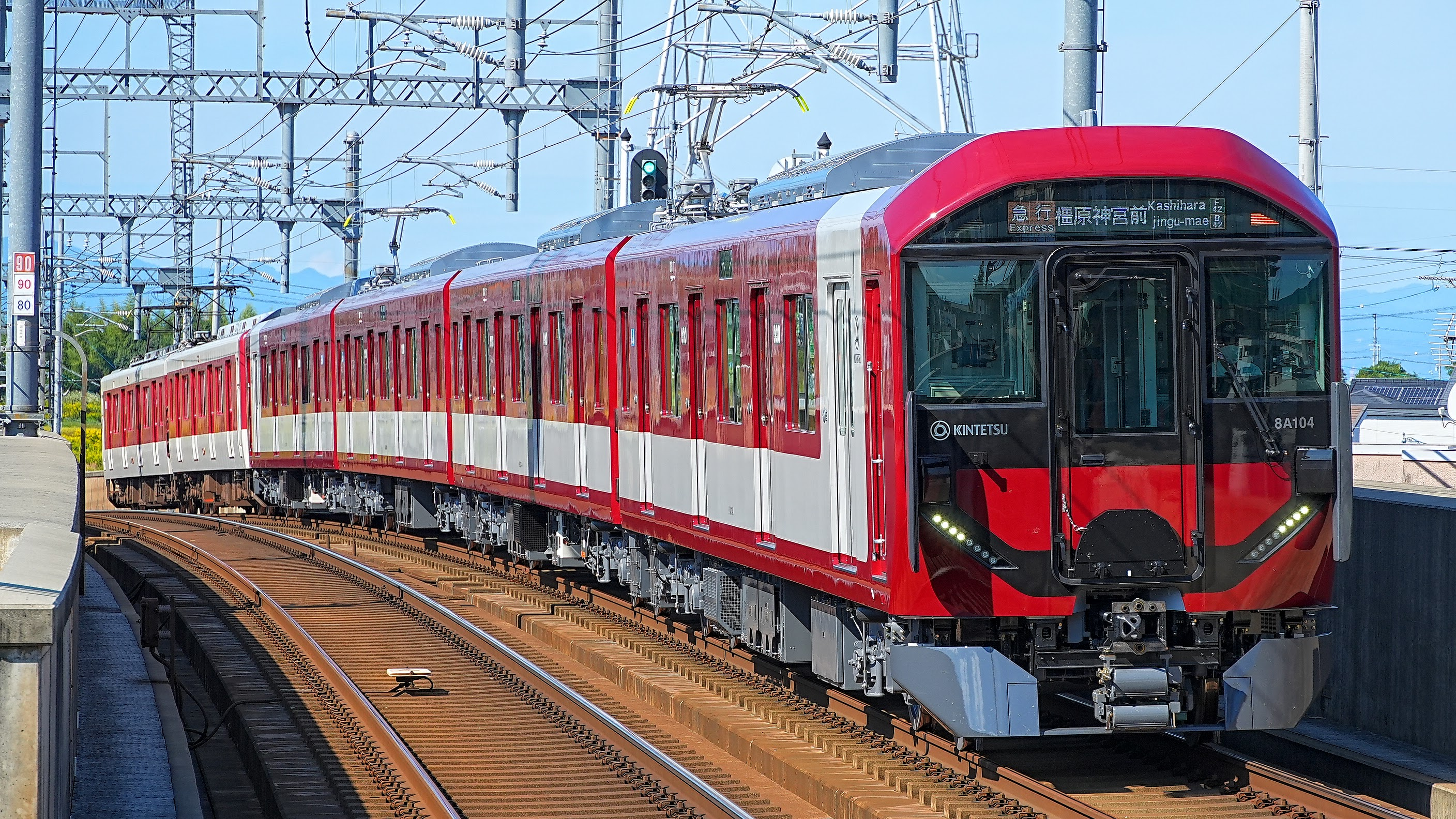
近鉄8A系電車

### 事業中のもの
- 平戸市アルベルゴ・ディフーゾ計画（長崎県平戸市）